# Cabo Prior
El cabo Prior es un cabo situado en la parroquia de Cobas, en el municipio de Ferrol (La Coruña, Galicia, España). Forma un promontorio que se adentra en el mar unos 4 kilómetros en dirección SE-NO, interrumpiendo una línea de costa que se extiende desde Punta Frouxeira (Valdoviño) hasta Cabo Prioriño (Ferrol).

## Descripción

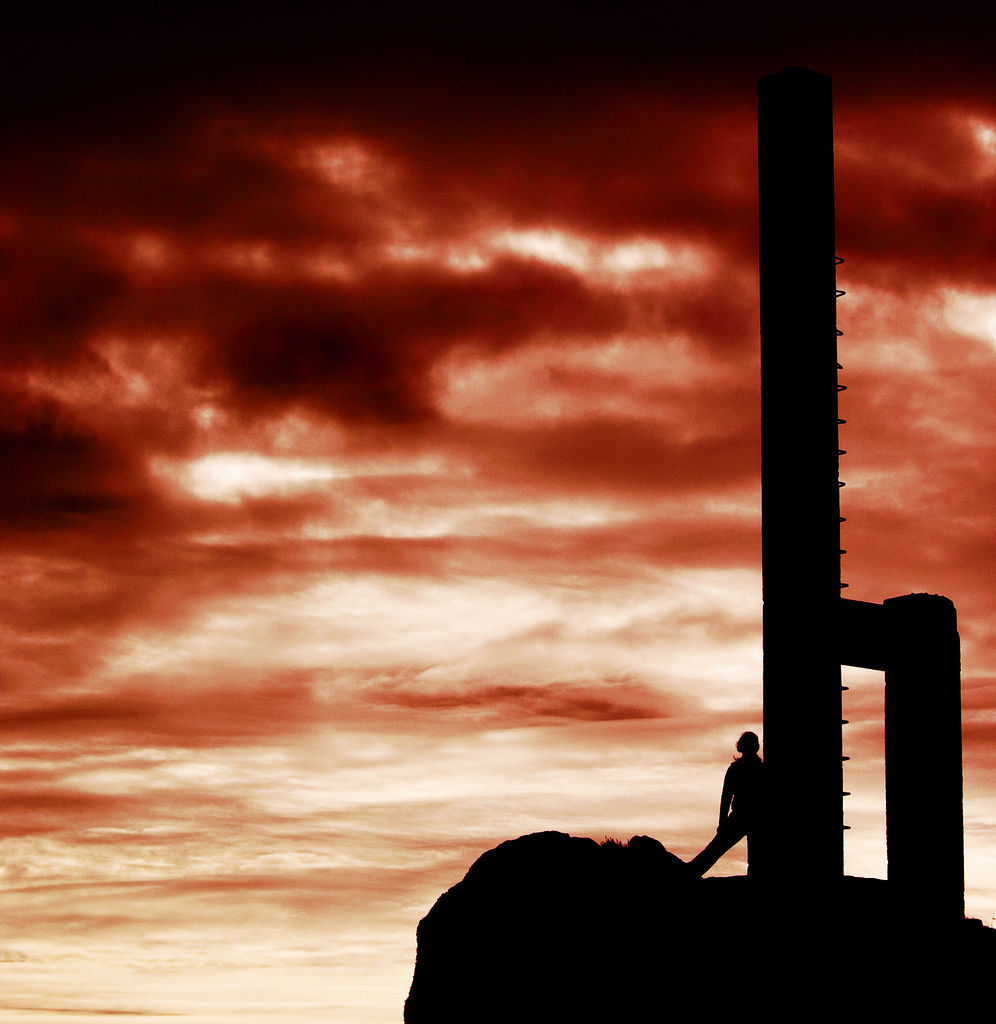
Cabo Prior.

Su altura supera escasamente los 100 m, pero su proximidad al mar convierte sus materiales granodioríticos en impresionantes acantilados en los que las sucesivas etapas de transgresión y regresión marinas dieron lugar a un rosal de islotes entre los que destacan Os Cabalos -al norte, con una colonia de unas veinte parejas de cormorán moñudo y la gaviota patiamarilla en la Pena Maior al Suroeste.
El relieve del cabo forma una península con un istmo formado por litología de pizarras del Sistema de Ordes que presentan una superficie allanada de rasa marina.
Es un excelente punto de observación del paso de aves marinas migratorias.

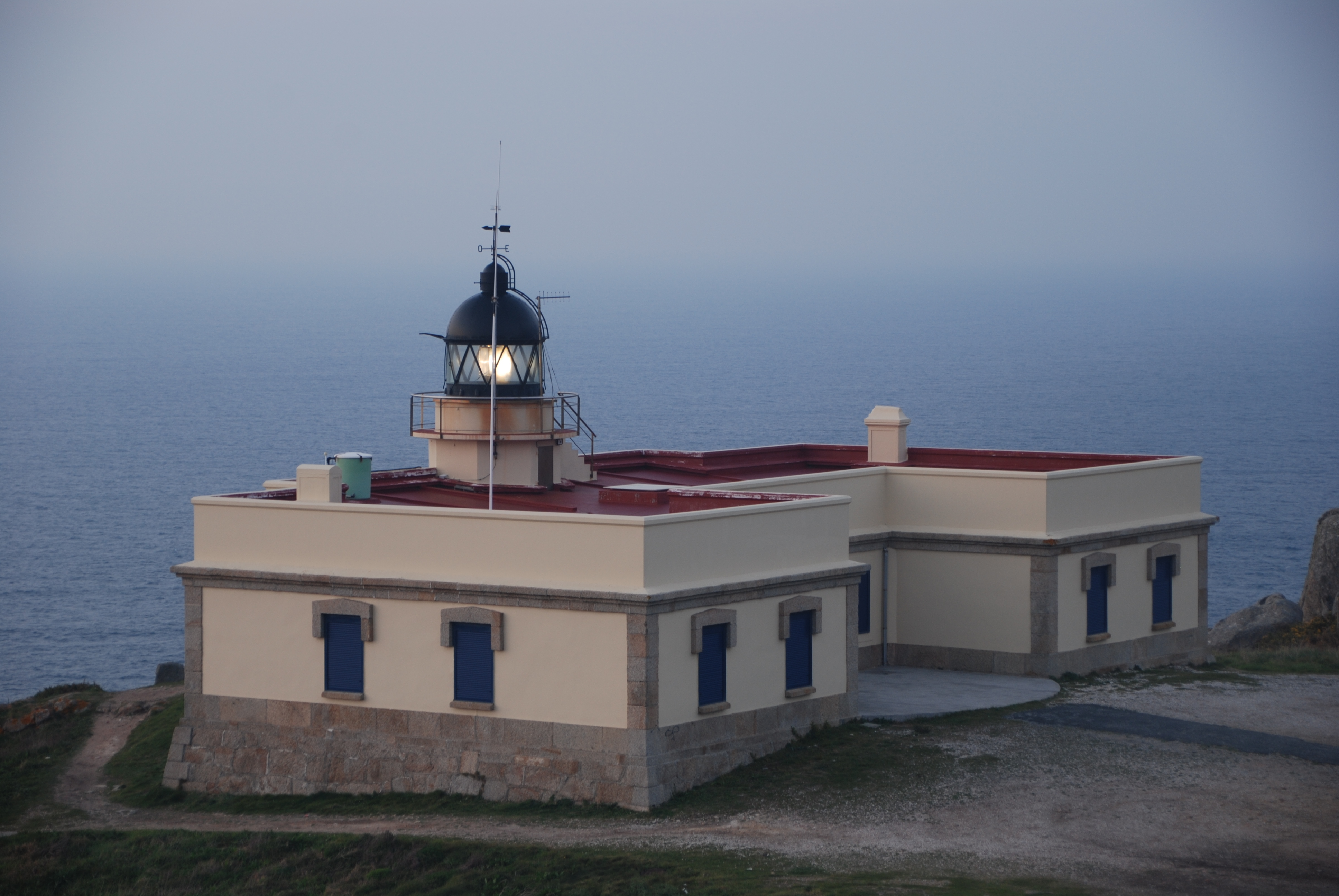
Faro de cabo Prior.

La costa es accidentada y abrupta, siendo posible la práctica de la pesca. Próximas al faro, hay varias playas limpias y espaciosas (San Xurxo, O Vilar, Santa Comba y Ponzos), concurridas durante la época estival, momento en el que aumenta sensiblemente la población de Covas, el pueblo más próximo a 3,5 km, al ser zona de veraneo.
Covas es una península flanqueada por arenales, una extensa planicie, en la que se asienta la población y los campos de cultivo. Los amplios arenales de Ponzos y Santa Comba, con su ermita encima de una pequeña isla apenas separada del continente, son dos buenos lugares en los que bañarse si el tempo lo permite. También se puede hacer lo mismo si, caminando hacia el sur, se llega a los de O Vilar, Esmelle o San Xurxo.